# Серен (футбольний клуб, 1922)
Королівський футбольний клуб «Серен» (фр. Royal Football Club Seraing) — бельгійський футбольний клуб, заснований 1922 року. 
До 2014 року представляв комуну Буссю і виступав у нижчих бельгійських клубах, після чого перебазувався до комуни Серен і взяв назву історичного клубу, що існував у місті у 1904—1996 роках. 2021 року команда вперше в історії вийшла до найвищого дивізіону країни.

## Історія

### Історичні назви
- Sporting Club Boussu-Bois (1922—1951)
- Royal Sporting Club Boussu-Bois (1951—1982)
- Royal Francs-Borains Boussu-Élouges (1982—1985)
- Royal Francs-Borains (1985—2008)
- Royal Boussu-Dour Borinage (2008—2014)
- Seraing United (2014—2015)

Клуб був заснований в 1922 році під назвою «Буссю-Буа» (фр. SC Boussu-Bois) і представляв комуну Буссю і виступав у 3-5 бельгійських дивізіонах. 1951 року до його назви був доданий «королівський» префікс Роял (фр. Royal). У 1982 році клуб об'єднався з CS Élouges (номер 2195) і був перейменований на Royal Francs Borains. 
У 2008 році клуб змінив свою назву на Boussu Dour Borinage і за підсумками сезону 2008/09 посівши 3 місце, клуб вперше за своє існування вийшов до Другого дивізіону Бельгії.
2014 року представники команди «Серен», яка виступала у 5 дивізіоні і була наступником історичного клубу «Серен», що виступав у вищому дивізіоні країни, виявили бажання швидше пробитись до професіонального футболу, тому керівництво клубу вирішило придбати ліцензію клубу «Буссю-Дур Борінаж», що виступав у другому дивізіоні Бельгії і перевезти його до Серена. В результаті клуб змінив прописку і назву на «Серен Юнайтед» (фр. Seraing United), а з наступного року взяв історичну назву «Серен», але формально не мав стосунків до старого клубу. 
2021 року ця команда вперше в історії вийшла до вищого дивізіону Бельгії.

## Відомі гравці
- Ібраїма Сіссе
- Данієль Миличевич

## Тренери
- Александр Чернятинскі (2015)
- Крістоф Грегуар (2016–2019)
- Еміліо Феррера (2019–2021)